# Stia
Stia – miejscowość i gmina we Włoszech, w regionie Toskania, w prowincji Arezzo.
Według danych na styczeń 2009 gminę zamieszkiwało 2960 osób przy gęstości zaludnienia 47,2 os./1 km².
1 stycznia 2014 gmina została zlikwidowana.

## Miasta partnerskie
- Bad Hall
- Kolbermoor
- Mynämäki
- Olbernhau
- Oude IJsselstreek
- Ybbsitz